# قيادة الأمم المتحدة
قيادة الأمم المتحدة (UNC) هو الهيكل القيادي الموحد للقوات العسكرية متعددة الجنسيات، التي تأسست عام 1950، بهدف دعم كوريا الجنوبية (جمهورية كوريا قبل التقسيم) أثناء الحرب الكورية وبعدها.
وبهدف وضع حد للقتال العنيف، وقعت قيادة الأمم المتحدة والجيش الشعبي الكوري ومتطوعو الشعب الصيني على اتفاقية الهدنة الكورية في 27 يوليو 1953. بموجب ذلك أنشأت اتفاقية الهدنة لجنة الهدنة العسكرية (MAC)، المكونة من ممثلين عن الموقعين للإشراف على تنفيذ شروط الهدنة، بالإضافة إلى لجنة إشراف الأمم المحايدة (NNSC)، لمراقبة قيود الهدنة على تعزيز الأطراف أو إعادة تسليح أنفسهم. تم استبدال كوريا الشمالية الصينية بـ «مهمة بانمونجوم» تحت إدارة كوريا الشمالية حصريا. وعلى الرغم من عدم عقد «لجنة الهدنة العسكرية» أية اجتماعات منذ عام 1994، فإن ممثلي قيادة الأمم المتحدة يشاركون بشكل روتيني أعضاء الجيش الشعبي الكوري في اجتماعات رسمية وغير رسمية.
جرت أحدث المفاوضات الرسمية بشأن شروط الهدنة في سلسلة من الاجتماعات بين أكتوبر ونوفمبر 2018. ويقوم ضباط الخدمة من كلا جانبي المنطقة الأمنية المشتركة (المعروفة باسم قرية الهدنة في بانمنجوم) بإجراء فحوصات يومية للاتصالات كما يملكون القدرة على المشاركة وجهاً لوجه عندما يتطلب الأمر ذلك.

## التعداد والتركيبة
خلال السنوات الثلاث من الحرب الكورية، تحالفت القوات العسكرية لهذه الدول كأعضاء في قيادة الأمم المتحدة. وبلغ العدد الإجمالي للجنود المكونين لقيادة الأمم المتحدة الحد الأقصى في 27 يوليو 1953، يوم توقيع اتفاقية الهدنة ل932.964 رجلا:
- القوات القتالية
  - كوريا الجنوبية – 590,911
  - الولايات المتحدة – 302,483
  - أستراليا – 17,000
  - المملكة المتحدة – 14,198
  - تايلاند – 6,326
  - كندا – 6,146
  - تركيا – 5,453
  - الفلبين – 1,468
  - نيوزيلاندا – 1,385
  - إثيوبيا – 1,271
  - اليونان – 1,263
  - فرنسا – 1,119
  - كولومبيا – 1,068
  - بلجيكا – 900
  - جنوب أفريقيا – 826
  - هولندا – 819
  - لوكسمبورغ – 44
- المساعدات الإنسانية (غير محسوبة في المجموع أعلاه)
  - الدنمارك 600 (سفينة MS Jutlandia)
  - الهند
  - إيطاليا المستشفى الميداني 68 (مستشفى كامبو رقم 68) - 71[4]
  - النرويج (المستشفى الجراحي للجيش النرويجي المتنقل)
  - السويد

تشكل قادة قيادة الأمم المتحدة أنذاك من: دوغلاس ماكارثر، ماثيو ريدجواي، مارك وين كلارك. فيما تم تعيين جون إي. هال قائدًا لقيادة الأمم المتحدة لتنفيذ وقف إطلاق النار (بما في ذلك العودة الطوعية لأسرى الحرب) بعد توقيع الهدنة.